# أغاني مهيار الدمشقي
أغاني مهيار الدمشقي هو عنوان لديوان شعر للشاعر السوري علي أحمد سعيد الشهير باسم أدونيس. الطبعة الأولى نشرت في بيروت عن طريق دار مجلة شعر عام 1961.  فتح هذا الديوان الباب على مصراعيه للشعر الحداثي وقد أثرت تأثيرًا كبيرًا على أوضاع الشعر العربي الحديث.